# Drongo de Sri Lanka
El drongo de Sri Lanka (Dicrurus lophorinus) és un ocell de la família dels dicrúrids (Dicruridae).

## Hàbitat i distribució
Habita boscos i zones obertes de Sri Lanka.